# Google Pack
Google Pack là một gói các phần mềm miễn phí được Google đánh giá là có tính năng tốt và đầy đủ cho phép người dùng cài đặt và nâng cấp mỗi phần mềm riêng biệt trong gói. Hiện tại Google Pack sử dụng được trên hệ điều hành Windows XP và Windows Vista. Lần đầu tiên được giới thiệu là vào năm 2006.